# كاميلو خوسيه ثيلا
كاميلو خوسيه ثيلا (بالإسبانية: Camilo José Cela) (11 مايو 1916 - 17 يناير 2002)، هو أديب روائي وشاعر إسباني، حصل على جائزة نوبل في الأدب عام 1989.
وُلد في قرية ايريا فلافيا التابعة لبلدية بادرون في مقاطعة لا كورونيا بغاليسيا في 11 مايو 1916. وحارب إلى جانب فرانسيسكو فرانكو في الحرب الأهلية الإسبانية، ولكنه أصبح أحد منتقديه فيما بعد. وتأتي رواية عائلة باسكوال دوارتي التي نشرها عام 1942 من بين أشهر أعماله.
توفي بمدينة مدريد في 17 يناير 2002 عن عمر ناهز 85 عاما، بسبب مرض قلبي وعائي.

## طفولته وبدايات مسيرته المهنية
وُلد كاميليو خوسيه ثيلا في قرية آيريا فلافيا التابعة لبلدية بادرون، مقاطعة لا كورونيا، إسبانيا في 11 مايو عام 1916. كان الابن الأكبر بين تسعة أطفال. كان والده، كاميليو ثيلا أي فيرنانديز، غاليسيًا (من الجلالقة). كانت والدته، كاميليا إمانويلا ترولوك أي بيرتوريني، ذات أصول إنجليزية وإيطالية بالإضافة إلى كونها غاليسية. كانت العائلة من الطبقة المتوسطة العليا، وقد وصف ثيلا طفولته بأنها كانت «سعيدةً جدًا لدرجة أنه لم يرغب في أن يكبر».
عاش مع عائلته في فيغو منذ عام 1921 وحتى عام 1925، حين انتقلوا إلى مدريد. درس ثيلا هناك في مدرسة بياريست. في عام 1931، شُخصت إصابته بمرض السل ودخل إلى منشأة سانتاريوم الطبية في غواداراما، حيث استغل وقت فراغه من أجل كتابة روايته التي حملت عنوان جناح الاستراحة (بابيليون دي ريبوسو). بدأ في أثناء تعافيه من المرض بقراءة مكثفة لأعمال خوسيه أورتيغا أي غاسيت وأنطونيو دي سولي أي ريبادينيرا.

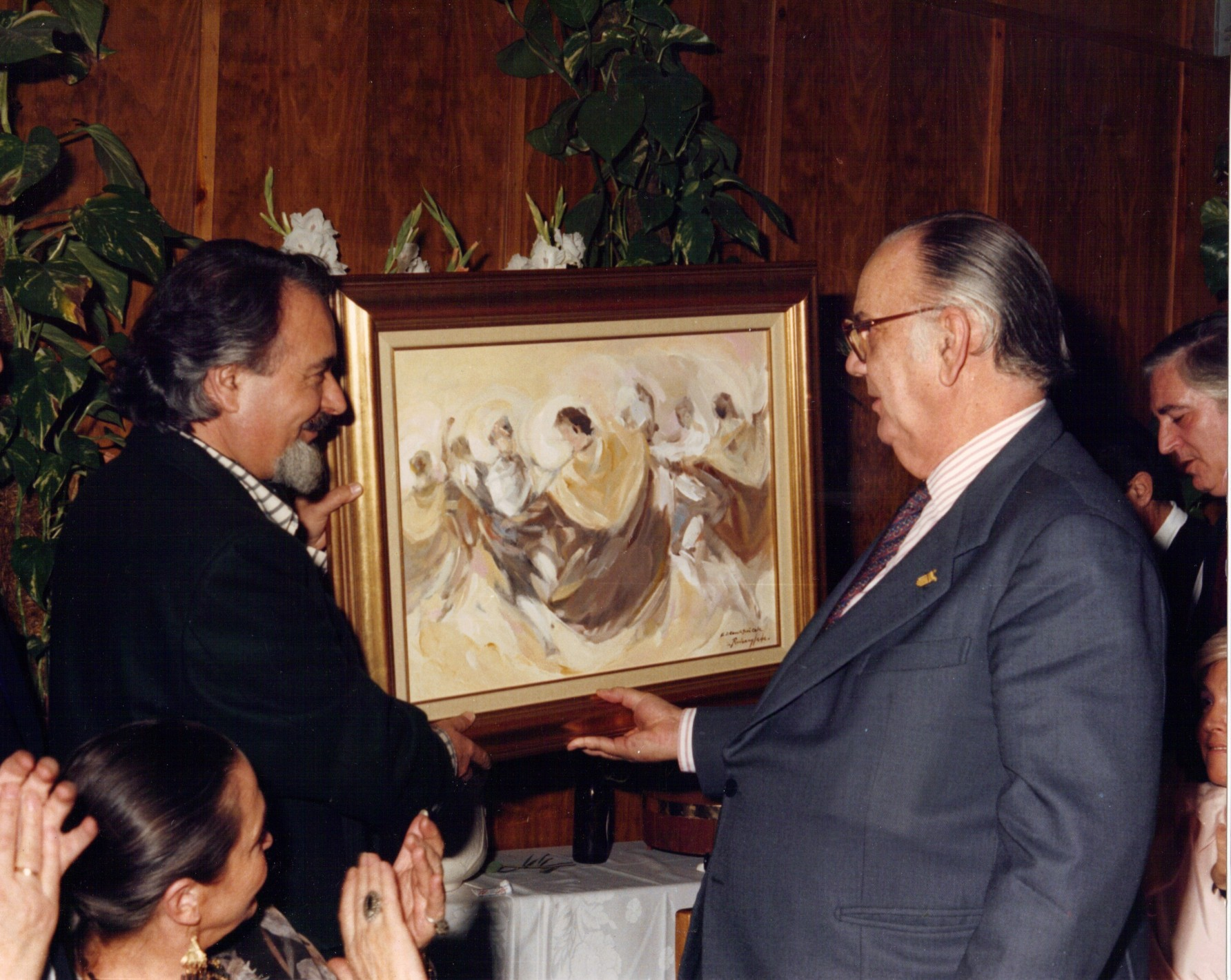
كاميلو خوسيه شيلا (يمين) عام 1988.

دارت رحى الحرب الأهلية الإسبانية في عام 1936 حين كان ثيلا بعمر 20 سنة ويتعافى من مرضه. كانت ميوله السياسية محافظة وهرب إلى منطقة التمرد. تطوع بصفته جنديًا لكنه جُرح ونُقل إلى المستشفى في لوغرونيو.

## مسيرته المهنية
انتهت الحرب الأهلية في عام 1939، وأظهر ثيلا ترددًا حيال دراسته الجامعية، وانتهى به الأمر يعمل في مكتب للصناعات النسيجية. وهنا بدأ يكتب ما أصبح لاحقًا روايته الأولى التي حملت عنوان عائلة باسكال دوارتي، التي نُشرت حين كان عمره 26 سنة، في عام 1942.
كان لدى باسكال دوارتي مشكلة في قيمة الأخلاقيات التقليدية وارتكب العديد من الجرائم، بما فيها جرائم قتل، لم يشعر حيالها بأي شيء. إنه في هذا الجزء يشبه مورسولت في رواية الغريب لألبير كامو. هذه الرواية مهمة أيضًا لأنها شكلت جزءًا كبيرًا في تحديد اتجاه الرواية الإسبانية في مرحلة ما بعد الحرب العالمية الثانية.
أصبح ثيلا مراقبًا في إسبانيا الفرانكوية في عام 1943. ربما من سخرية القدر أن أشهر أعماله التي ألفها كانت خلال الفترة التي خضعت فيها كتاباته نفسها للتدقيق من قبل زملائه المراقبين، بما في ذلك روايته خلية النحل التي نُشرت في بوينس آيريس في عام 1951، ومُنعت من النشر في إسبانيا. تحتوي الرواية أكثر من 300 شخصية، وهي نموذج يوضح تأثير الواقعية الإسبانية (التي مثلها أفضل تمثيل ميغيل دي ثيربانتس وبينيتو بيريث غالدوس) والكتّاب المعاصرين الذين يكتبون باللغتين الإنجليزية والفرنسية، مثل جويس وباسوس وسارتر. تلخص أسلوبُ ثيلا –وهو شكل تهكمي وغريب من الواقعية– في روايته خلية النحل.
منذ أواخر ستينيات القرن العشرين، ومع نشر سان كاميلو 1936، أصبحت أعمال ثيلا تجريبية بشكل متزايد. على سبيل المثال، كتب في عام 1988 رواية المسيح مقابل أريزونا، التي تروي قصة النزاع المسلح في أو كيه كورال في جملة واحدة معبّرة أكثر من مئات الصفحات.

## من رواياته المترجمة للعربية
- عائلة باسكوال دوارتي (1942).
- لحن ماثوركا على ميتين (رواية) (Mazurca para dos muertos
- خلية النحل (رواية)
- رحلة إلى القرية
- سحب عابرة
- مقهى الفنانين، ترجمة علي إبراهيم أشقر

## جوائز
- جائزة سرفانتس عام 1995.
- جائزة أمير أستورياس للآداب عام 1987.
- جائزة نوبل في الأدب عام 1989.

## روابط خارجية
- كاميلو خوسيه ثيلا على موقع IMDb (الإنجليزية)
- كاميلو خوسيه ثيلا على موقع الموسوعة البريطانية (الإنجليزية)
- كاميلو خوسيه ثيلا على موقع مونزينجر (الألمانية)
- كاميلو خوسيه ثيلا على موقع ألو سيني (الفرنسية)
- كاميلو خوسيه ثيلا على موقع إن إن دي بي (الإنجليزية)
- كاميلو خوسيه ثيلا على موقع ديسكوغز (الإنجليزية)
- كاميلو خوسيه ثيلا على موقع قاعدة بيانات الفيلم (الإنجليزية)